# Route 132 (Québec)
Pour les articles homonymes, voir Route 132.
La route 132 (R-132) est une route nationale québécoise qui suit une orientation est / ouest sur la rive sud du fleuve Saint-Laurent. Elle dessert les régions administratives de la Montérégie, du Centre-du-Québec, de Chaudière-Appalaches, du Bas-Saint-Laurent et de la Gaspésie–Îles-de-la-Madeleine. Longue de plus de 1 600 km, c'est la route la plus longue du Québec.

## Tracé
La route 132 suit la rive sud du fleuve Saint-Laurent de la frontière américaine à Dundee à l'ouest de Montréal jusqu'à Gaspé à l'extrémité est du Québec. À Gaspé, elle revient vers l'ouest en longeant la baie des Chaleurs, puis la rivière Matapédia pour finalement se terminer à une intersection en « T » avec elle-même à Sainte-Flavie et ainsi compléter une boucle de 844 km autour de la péninsule gaspésienne. La route 132 croise la route 11 du Nouveau-Brunswick au pont Matapédia.
La route 132 effectue un trajet parallèle à l'A-20 entre Longueuil et Notre-Dame-des-Neiges et entre Rimouski et Mont-Joli. Ainsi, dans ces sections, elle est une route touristique. Elle est d'ailleurs identifiée comme circuit touristique sous le nom de route des Navigateurs. Par contre, entre Notre-Dame-des-Neiges et à l'ouest de Rimouski et à l'est de Mont-Joli, elle est la seule route principale. Par conséquent, tout le trafic commercial et de transit emprunte cette route parfois très achalandée. À noter qu'en 2011 et en 2015, deux nouveaux tronçons de l'A-20 furent inaugurés entre Cacouna et Notre-Dame-des-Neiges. La route 132 est aussi le principal lien routier entre la Gaspésie et l'ouest de la province. Dans la région de Gaspé, à l'extrémité est de la péninsule gaspésienne, elle traverse le Parc national de Forillon, dont elle est la route principale.
Les cartes routières publiées avant 1930 montrent que la route 132 actuelle arborait une numérotation bien différente : ainsi, à l’ouest de Lévis en passant par Sorel, St-Lambert et Valleyfield jusqu’à la frontière américaine, le tracé se nommait route 3; la section allant vers l’est, comprise entre Lévis et Rimouski était connue sous le nom de route 6; de Rimouski,  suivant la rive nord de la Gaspésie en passant par Matane et Percé, on empruntait la route 44; et, pour voyager de Sainte-Flavie jusqu’à la frontière du Nouveau-Brunswick on utilisait la route 31. (Tracé décrit selon la « Carte routière et touristique de la province de Québec publiée en 1927 ). Par contre, sur l’édition de 1933 de la même carte, bien qu’il n’y ait pas eu de modification dans la numérotation de la route entre Lévis et la frontière américaine qui porte toujours le nom de route 3, des changements importants ont été réalisés dans la numérotation de la route en se dirigeant vers l’est. Ainsi, de Lévis jusqu’à Rivière du Loup on roulera sur la route 2 (Celle-ci bifurquera vers le sud à cet endroit); de Rivière-du-Loup jusqu’à Sainte-Flavie les voyageurs emprunteront la route 10 et la boucle qui contourne la Gaspésie et qui revient sur elle-même à Sainte-Flavie s’appellera désormais la route 6. Ce n’est qu’au début des années 1970 que fut changée la numérotation routière qui nous montre le tracé actuel de la route 132.
Elle porte le nom de « Route Marie-Victorin » entre Boucherville et Lévis, à l'exception de deux petites sections. La première est à Sorel-Tracy et la seconde dans la municipalité régionale de comté de Bécancour.

## Frontières

### Frontière internationale
À son extrémité sud, la route 132 relie le Québec à l'État de New York, aux États-Unis d'Amérique. Elle devient alors « Dundee Road », qui permet de relier la State Route 37 de l'État de New York, à 1,5 kilomètre plus au sud. On entre aux États-Unis à Fort Covington, dans le comté de Franklin. Le poste frontalier est ouvert toute l'année, 24 heures sur 24, et ne compte qu'une seule voie. Les villes les plus proches du côté américain sont Malone et Massena, respectivement situées à 26 km et 36 km de la frontière québécoise.

### Frontière interprovinciale
Dans la région de Gaspésie—Îles-de-la-Madeleine, il est possible de relier le Nouveau-Brunswick par la route 132 à deux endroits.
À Pointe-à-la-Croix, on peut quitter la route 132 pour emprunter le « Boulevard Interprovincial », qui mène au Pont J.C. Van Horne, situé 3 km plus au sud. Le pont enjambe la Rivière Ristigouche et mène directement au centre-ville de Campbellton, dans le comté de Restigouche.
À Matapédia, il est possible de relier directement la Route 11 du Nouveau-Brunswick par un pont qui enjambe le fleuve Ristigouche, tout près du confluent avec la rivière Matapédia. Ce pont est d'ailleurs l'extrémité ouest de la route 11. À cet endroit, la route entre au Nouveau-Brunswick dans un secteur très peu peuplé. La ville la plus proche est Campbellton, située à 20 km à l'est.

## Section d'autoroute
La 132 possède les standards autoroutiers à certains endroits :
- De Kahnawake au Pont Honoré-Mercier (Multiplex avec la route 138)
- De la rue Principale à Delson à la rue de Montbrun à Boucherville
  - Multiplex A-15 : Entre l'A-930 et le pont Champlain
  - Multiplex A-20 : Entre le Pont Champlain et le pont-tunnel Louis-Hippolyte-Lafontaine
  - Sans multiplex: De la rue Principale à Delson à l'A-15 et du Pont-tunnel Louis-Hippolyte-Lafontaine à la Rue de Montbrun

### Autoroute René-Lévesque
Le 5 décembre 2013, la Commission de toponymie du Québec a officialisé le nom autoroute René-Lévesque pour l'axe autoroutier parallèle au fleuve Saint-Laurent entre Candiac et Longueuil soit les kilomètres 42 à 53 de l'A-15 et les kilomètres 75 à 89 de l'A-20.
- [3]

## Localités traversées (de l'ouest vers l'est)

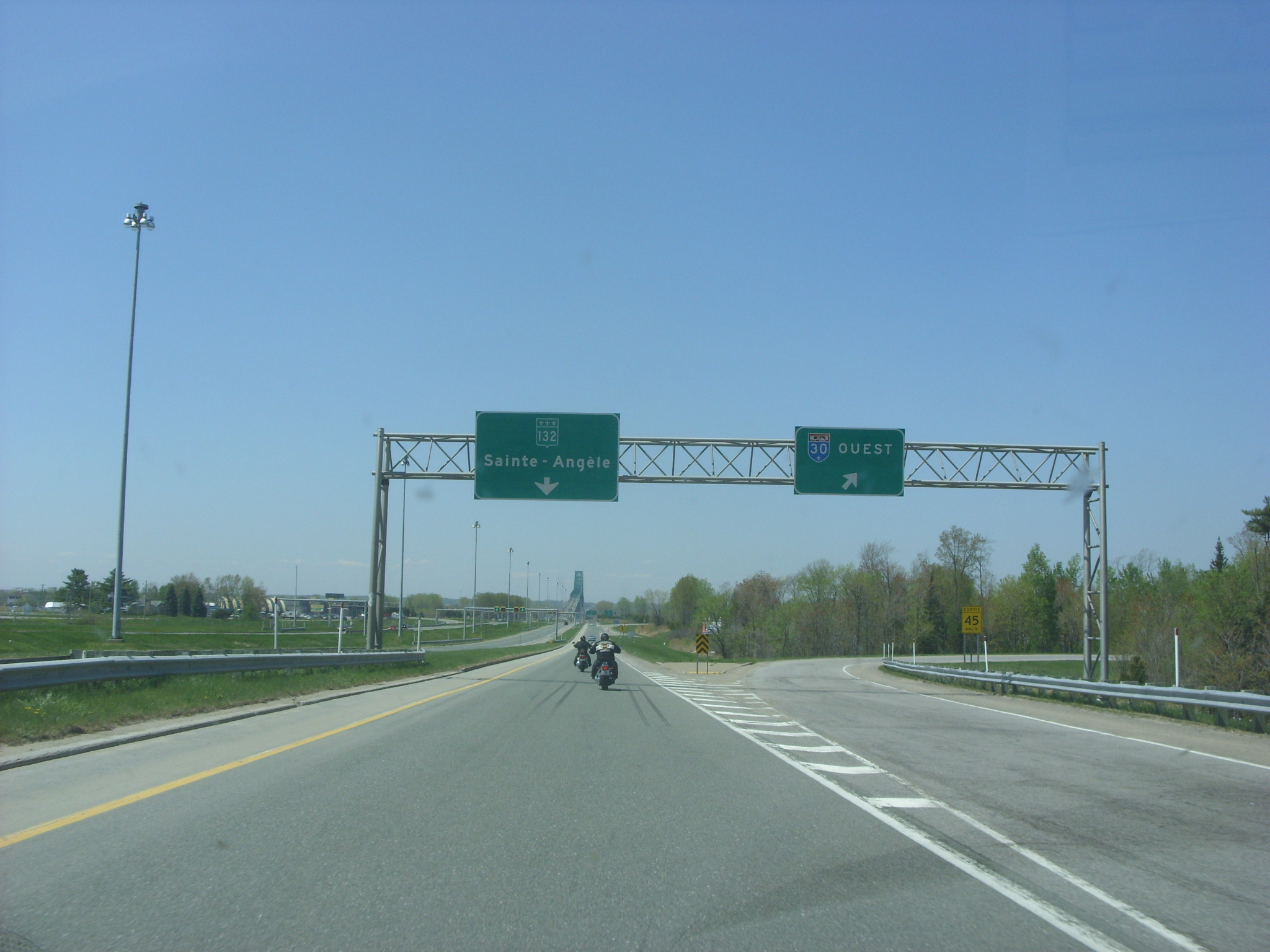
Intersection avec l'autoroute 30, dans le Centre-du-Québec

Liste des municipalités dont le territoire est traversé par la route 132, regroupées par municipalité régionale de comté (MRC).

### Entre les États-Unis et la Gaspésie

#### Montérégie
Le Haut-Saint-Laurent
- Dundee
- Saint-Anicet
- Sainte-Barbe

Beauharnois-Salaberry
- Saint-Stanislas-de-Kostka
- Salaberry-de-Valleyfield
- Beauharnois

Roussillon
- Léry
- Châteauguay
- Kahnawake
- Sainte-Catherine
- Saint-Constant
- Delson
- Candiac
- La Prairie

Agglomération de Longueuil
- Brossard
- Saint-Lambert
- Longueuil
  - Arrondissement Vieux-Longueuil
- Boucherville

Marguerite-d'Youville
- Varennes
- Verchères
- Contrecœur

Pierre-De Saurel
- Sorel-Tracy
- Saint-Robert
- Yamaska
- Saint-Gérard-Majella

#### Centre-du-Québec

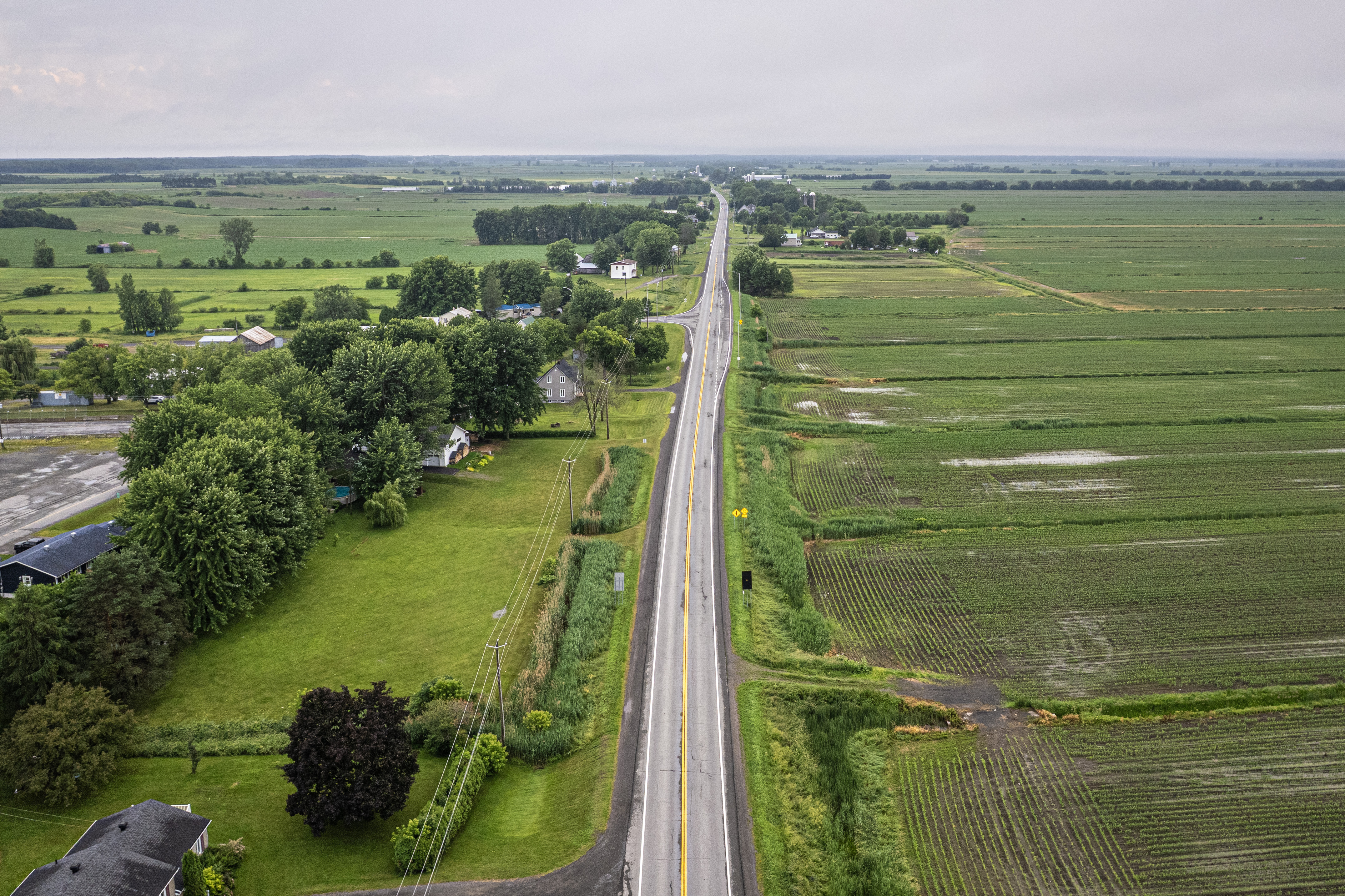
Vue aérienne de la route 132 à Baie-du-Febvre.

Nicolet-Yamaska
- Saint-François-du-Lac
- Pierreville
- Odanak
- Baie-du-Febvre
- Nicolet

Bécancour
- Bécancour
- Saint-Pierre-les-Becquets
- Deschaillons-sur-Saint-Laurent

#### Chaudière-Appalaches
Lotbinière
- Leclercville
- Lotbinière
- Sainte-Croix
- Saint-Antoine-de-Tilly

Lévis
- Lévis
  - Arrondissement Les Chutes-de-la-Chaudière-Ouest
  - Arrondissement Les Chutes-de-la-Chaudière-Est
  - Arrondissement Desjardins

Bellechasse
- Beaumont
- Saint-Michel-de-Bellechasse
- Saint-Vallier

Montmagny
- Berthier-sur-Mer
- Montmagny
- Cap-Saint-Ignace

L'Islet
- L'Islet
- Saint-Jean-Port-Joli
- Saint-Roch-des-Aulnaies

#### Bas-Saint-Laurent

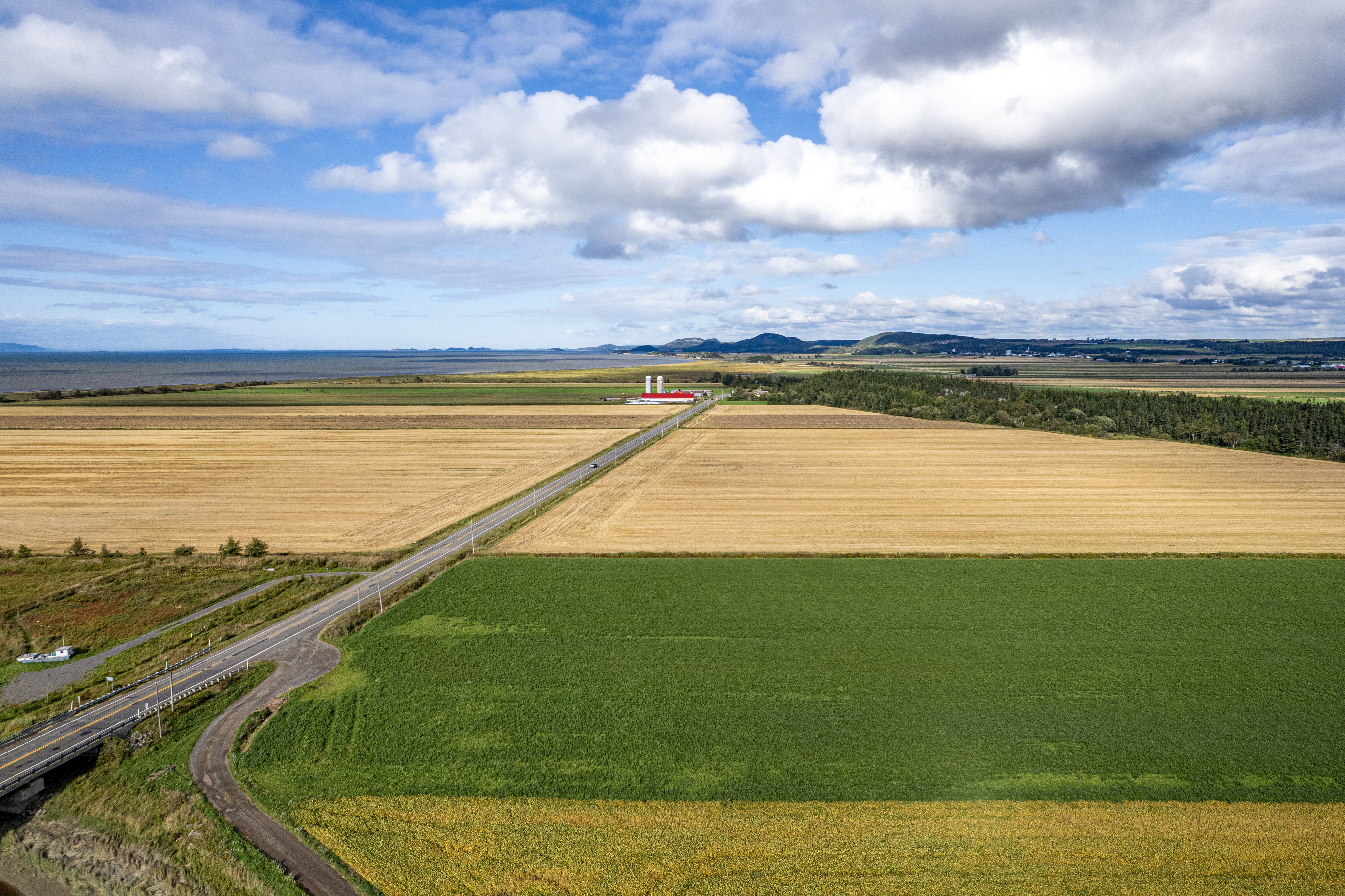
Vue aérienne de la route 132 à Kamouraska.

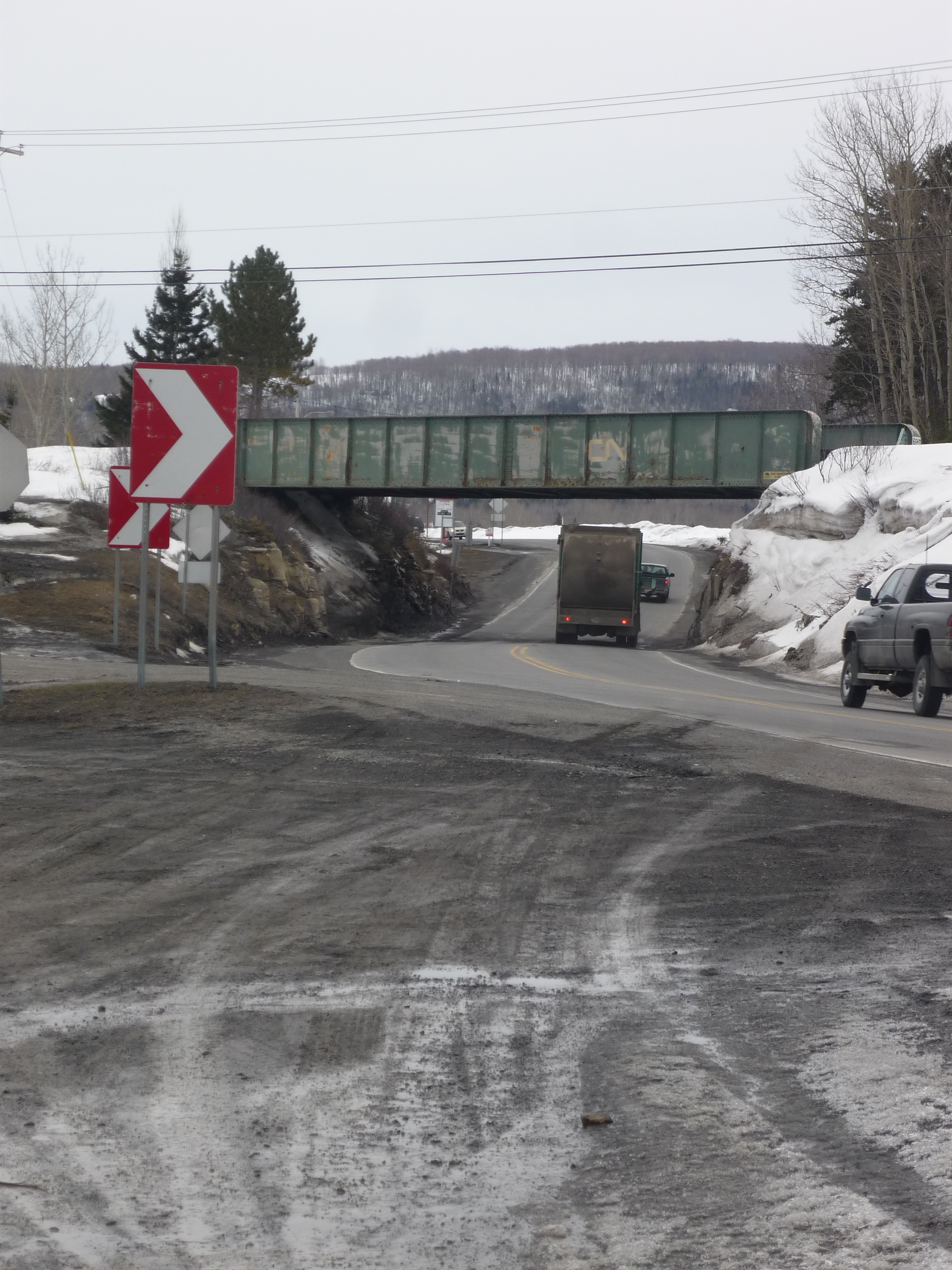
Viaduc du chemin de fer au-dessus de la route 132 à Val-Brillant

Kamouraska
- Sainte-Anne-de-la-Pocatière
- La Pocatière
- Rivière-Ouelle
- Saint-Denis-De La Bouteillerie
- Kamouraska
- Saint-Germain-de-Kamouraska
- Saint-André-de-Kamouraska

Rivière-du-Loup
- Notre-Dame-du-Portage
- Rivière-du-Loup
- Cacouna
- L'Isle-Verte

Les Basques
- Notre-Dame-des-Neiges
- Trois-Pistoles
- Saint-Simon-de-Rimouski

Rimouski-Neigette
- Saint-Fabien
- Rimouski

La Mitis
- Sainte-Luce
- Sainte-Flavie

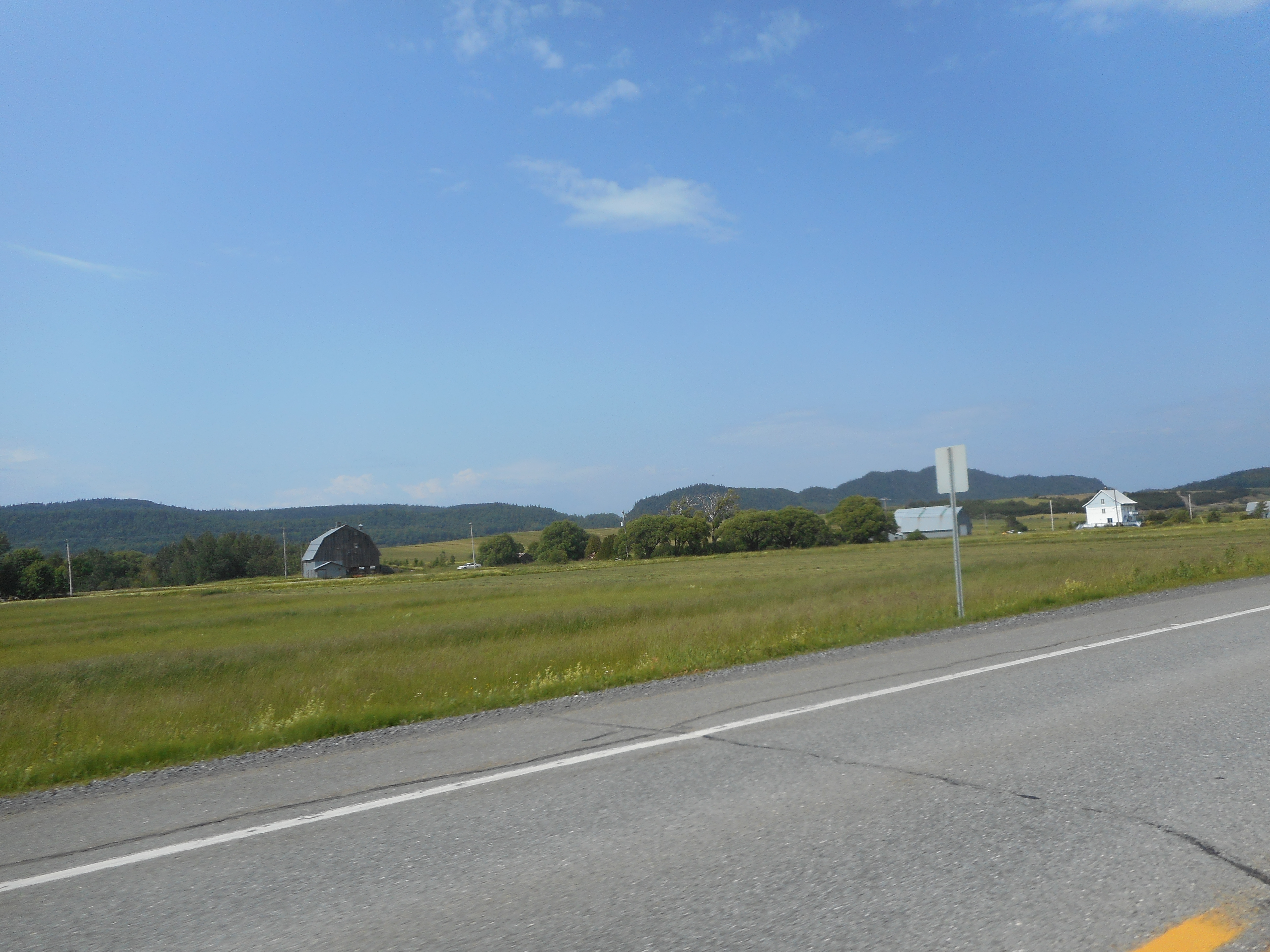
Route 132 à Saint-Fabien en 2015
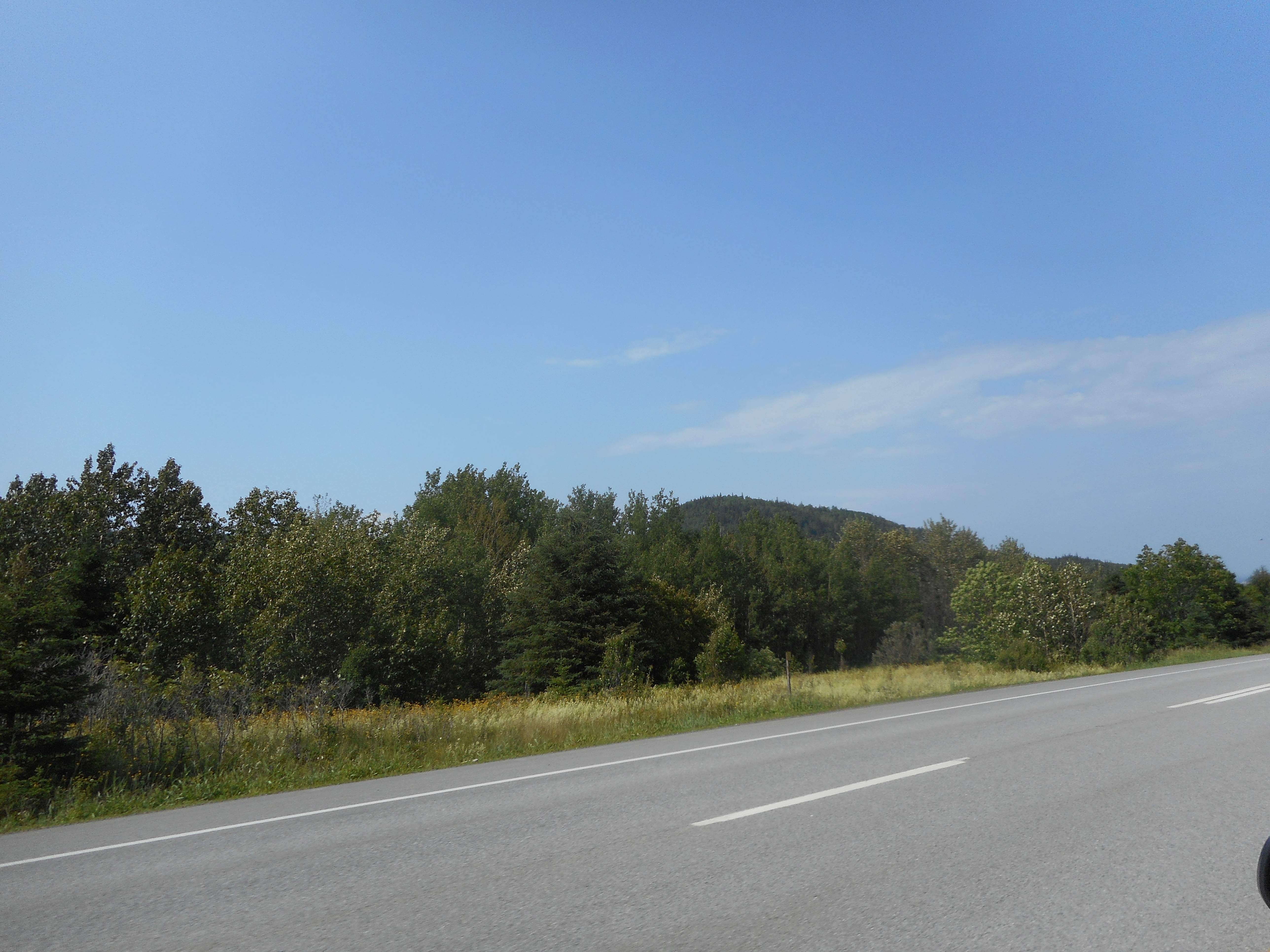
Route 132 à Rimouski en 2015
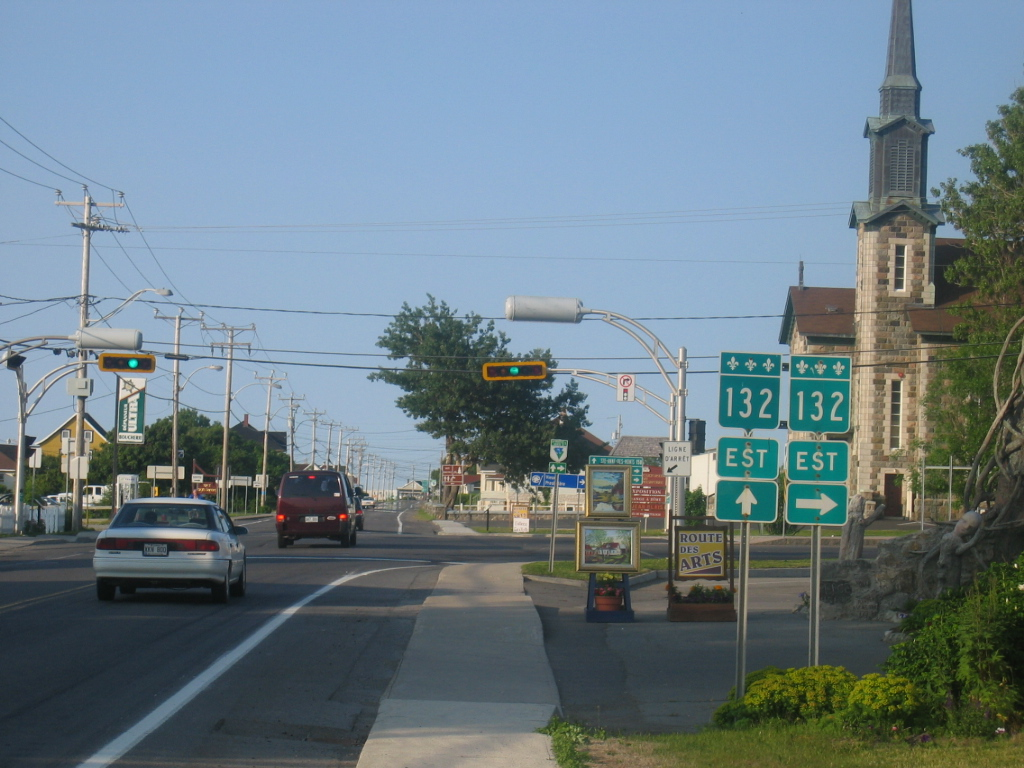
Route 132 à Sainte-Flavie en 2006

### La boucle de la péninsule gaspésienne (sens horaire)

#### Bas-Saint-Laurent
La Mitis
- Sainte-Flavie
- Grand-Métis
- Métis-sur-Mer
  - Arrondissement MacNider

La Matanie
- Baie-des-Sables
- Saint-Ulric
- Matane
- Sainte-Félicité
- Grosses-Roches
- Les Méchins

#### Gaspésie-Îles-de-la-Madeleine
La Haute-Gaspésie
- Cap-Chat
- Sainte-Anne-des-Monts
- La Martre
- Marsoui
- Rivière-à-Claude
- Mont-Saint-Pierre
- Saint-Maxime-du-Mont-Louis

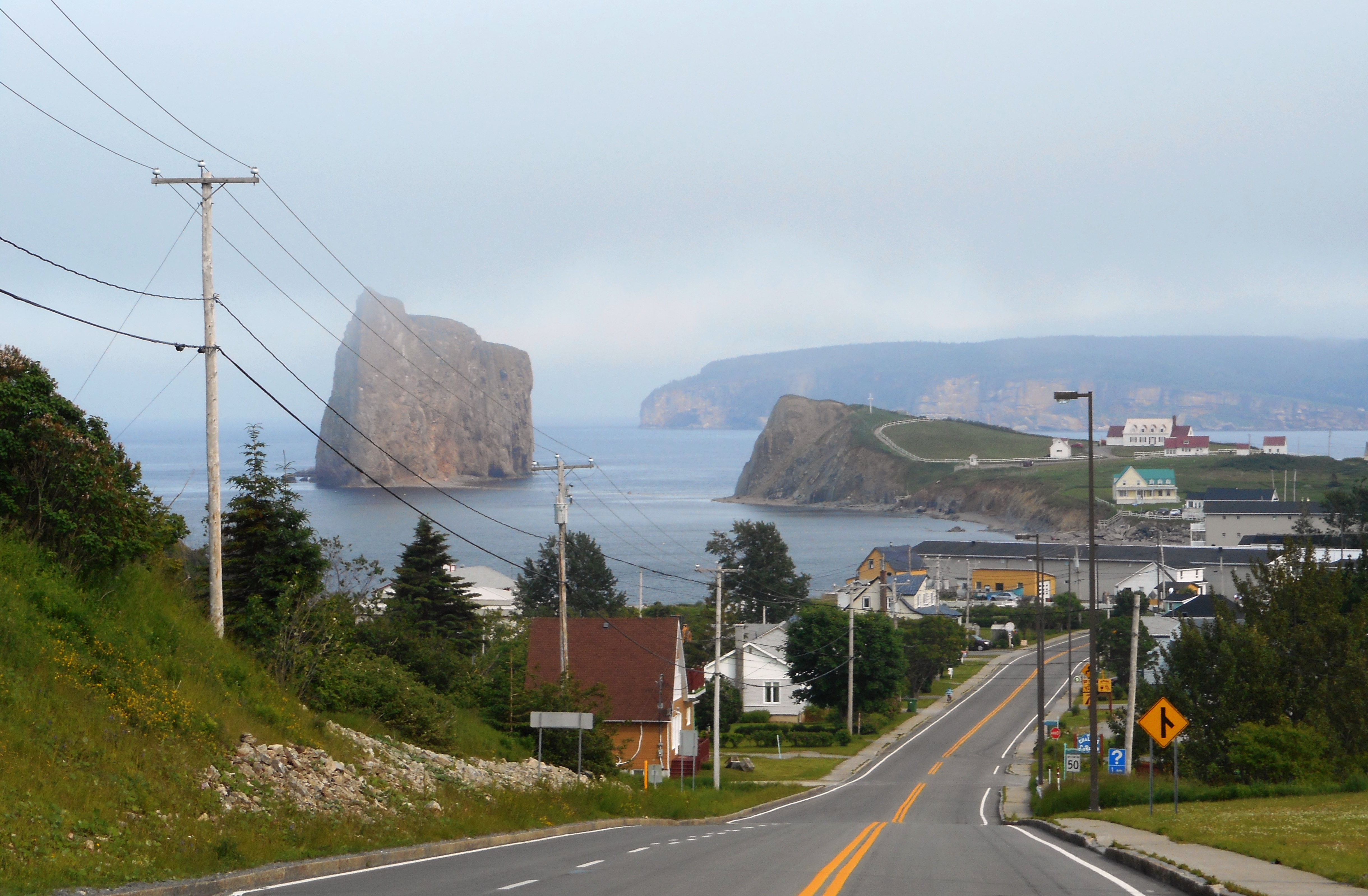
Route 132 à Percé.

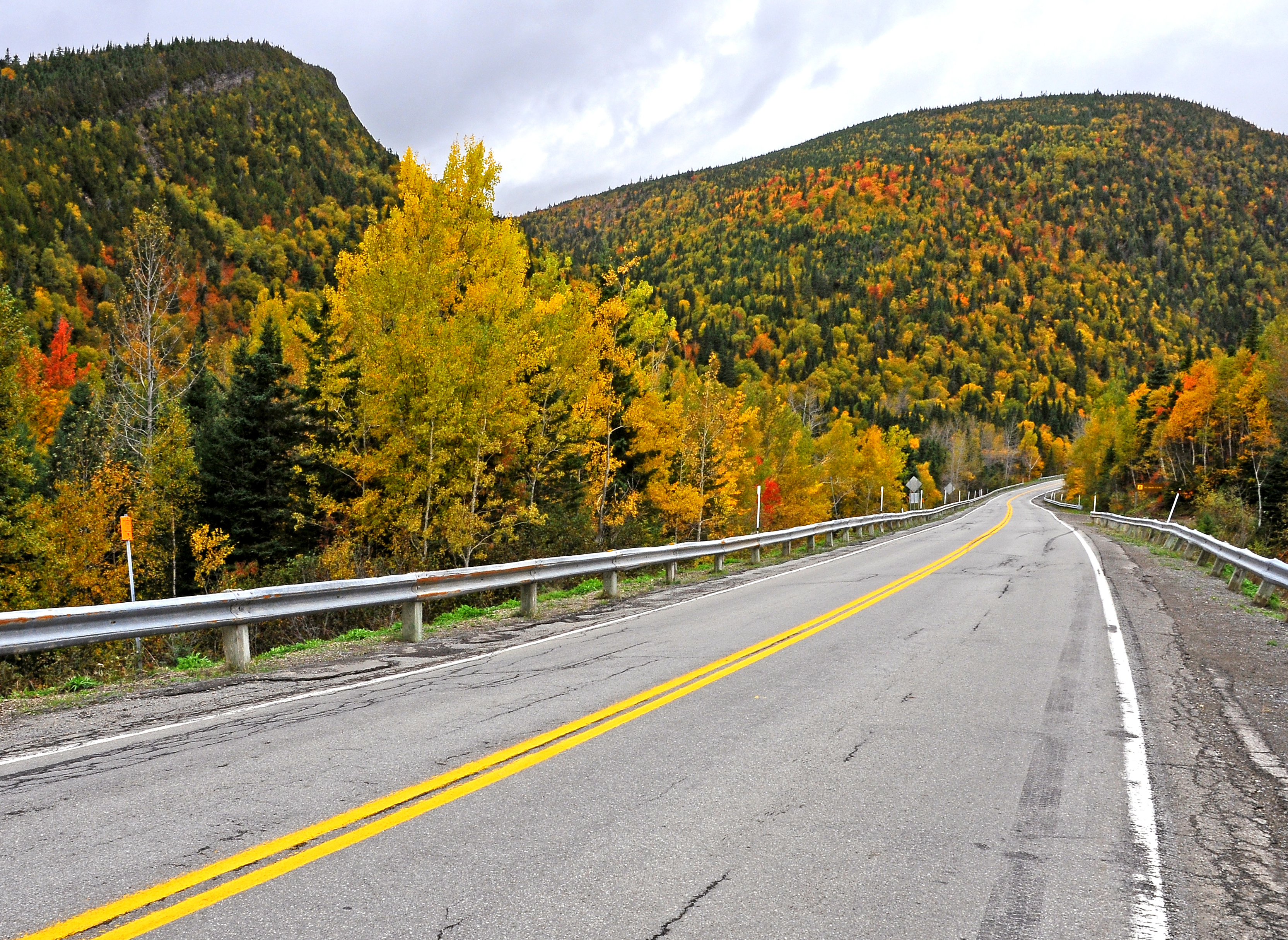
La route 132 dans le parc national de Forillon

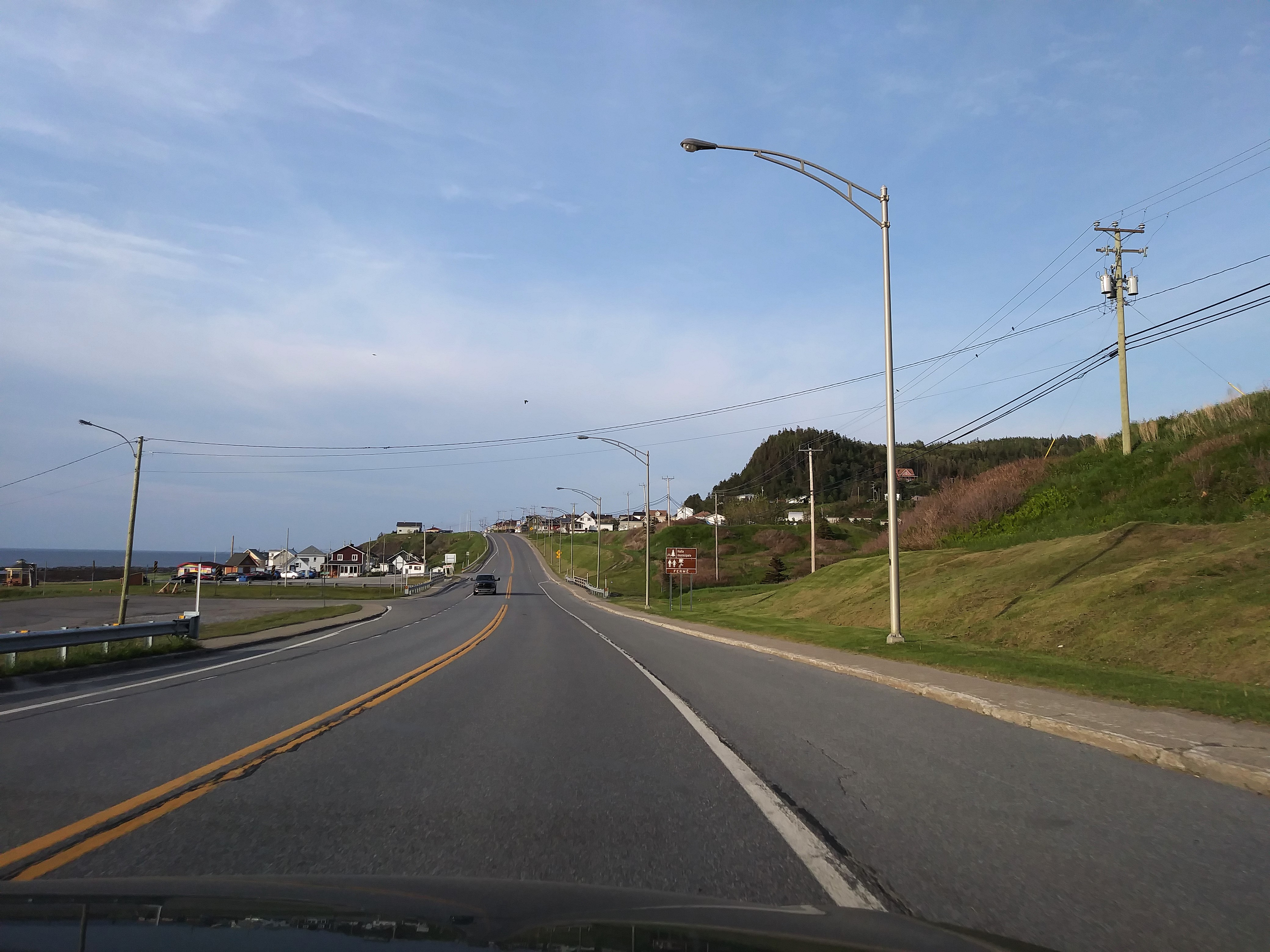
La route 132 à Sainte-Anne-des-Monts

- Sainte-Madeleine-de-la-Rivière-Madeleine

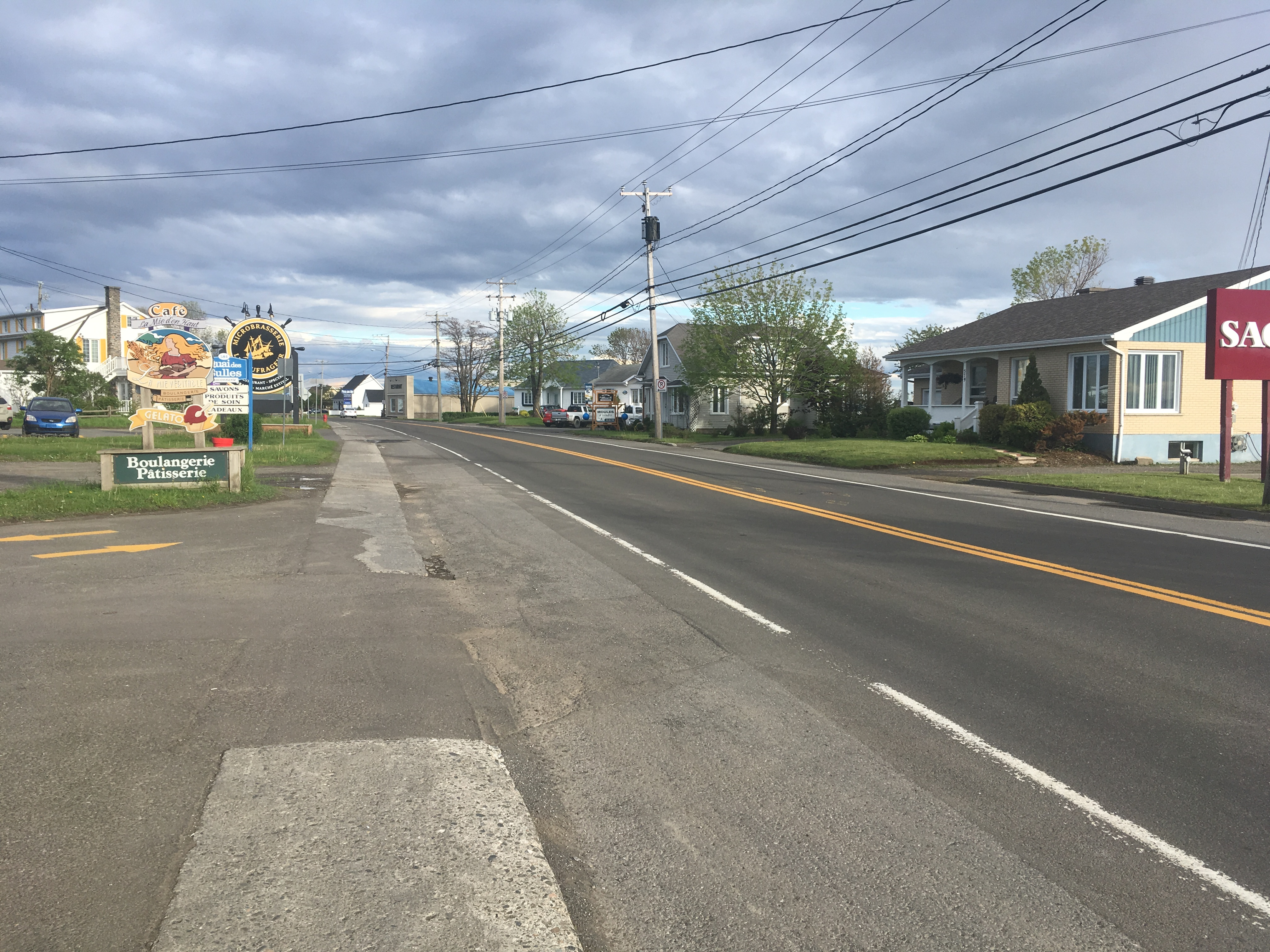
Route 132 à Carleton-sur-Mer

La Côte-de-Gaspé
- Grande-Vallée
- Petite-Vallée
- Cloridorme
- Rivière-Saint-Jean (TNO)
- Gaspé

Le Rocher-Percé
- Percé
- Sainte-Thérèse-de-Gaspé
- Grande-Rivière
- Chandler
- Port-Daniel–Gascons

Bonaventure
- Shigawake
- Saint-Godefroi
- Hope Town
- Hope
- Paspébiac
- New Carlisle
- Bonaventure
- Saint-Siméon
- Caplan
- New Richmond
- Cascapédia–Saint-Jules

Avignon
- Gesgapegiag (réserve amérindienne)
- Maria
- Carleton-sur-Mer
- Nouvelle
- Escuminac
- Pointe-à-la-Croix
- Listuguj
- Ristigouche-Sud-Est
- Matapédia
- Saint-André-de-Restigouche

#### Bas-Saint-Laurent
La Matapédia
- Routhierville (TNO)
- Sainte-Florence
- Causapscal
- Lac-au-Saumon
- Amqui
- Val-Brillant
- Sayabec
- Saint-Moïse

La Mitis
- Sainte-Jeanne-d'Arc
- Sainte-Angèle-de-Mérici
- Saint-Joseph-de-Lepage
- Mont-Joli
- Sainte-Flavie

## Intersections majeures
| MRC                                                             | Municipalité                        | km            | Sortie | Destinations | Notes |
| --------------------------------------------------------------- | ----------------------------------- | ------------- | --- | --- | --- |
| Le Haut-Saint-Laurent                                           | Dundee                              | 0,00          | | Dundee Road vers NY-37 – Fort Covington | Continue dans l'État de New York |
| Le Haut-Saint-Laurent                                           | Dundee                              | 0,00          | Frontière canado-américaine (Poste-frontière de Dundee–Fort Covington)                                                                                               | | |
| Le Haut-Saint-Laurent                                           | Sainte-Barbe                        | 38,20         | | R-202 est – Huntingdon | |
| Beauharnois-Salaberry                                           | Saint-Stanislas-de-Kostka           | 42,80         | | R-236 est – Saint-Stanislas-de-Kostka, Saint-Louis-de-Gonzague | |
| Beauharnois-Salaberry                                           | Saint-Stanislas-de-Kostka           | 46,10         | | R-201 sud – Ormstown, Franklin | Terminus ouest du multiplex avec la R-201 |
| Canal de Beauharnois                                            | Canal de Beauharnois                | 46,80–47,80   | Pont Larocque | Pont Larocque | Pont Larocque |
| Beauharnois-Salaberry                                           | Salaberry-de-Valleyfield            | 48,10         | | A-530 est / Chemin Larocque – Salaberry-de-Valleyfield (Centre-ville)                                                                                                | Terminus ouest du multiplex avec l'A-530; terminus ouest de l'A-530 |
| Beauharnois-Salaberry                                           | Salaberry-de-Valleyfield            | 53,10         | 5 | A-530 est vers A-30 – Vaudreuil-Dorion, Sorel-Tracy | Terminus est du multiplex avec l'A-530; sortie 5 de l'A-530 |
| Beauharnois-Salaberry                                           | Salaberry-de-Valleyfield            | 55,30         | | R-201 nord vers A-20 – Coteau-du-Lac | Terminus est du multiplex avec la R-201 |
| Beauharnois-Salaberry                                           | Salaberry-de-Valleyfield            | 60,00         | | Vers A-530 / A-30 | Sortie 9 de l'A-530 |
| Canal de Beauharnois                                            | Canal de Beauharnois                | 70,50–70,70   | Tunnel de Melocheville | Tunnel de Melocheville | Tunnel de Melocheville |
| Canal de Beauharnois                                            | Canal de Beauharnois                | 71,20–72,00   | Pont Edgar-Hébert | Pont Edgar-Hébert | Pont Edgar-Hébert |
| Beauharnois-Salaberry                                           | Beauharnois                         | 72,40         | | R-236 ouest vers A-30 – Coteau-du-Lac | |
| Beauharnois-Salaberry                                           | Beauharnois                         | 74,80         | | R-205 sud vers A-30 – Coteau-du-Lac | |
| Roussillon                                                      | Limite Mercier–Châteauguay          | 87,70–88,40   | | A-30 / R-138 ouest – Vaudreuil-Dorion, Sorel-Tracy, Mercier | Terminus ouest du multiplex avec la R-138; sortie 38 de l'A-30 |
| Kahnawake                                                       | Kahnawake                           | 96,80         | | R-207 sud / R-221 sud – Kahnawake, Saint-Isidore, Saint-Rémi | |
| Kahnawake                                                       | Kahnawake                           | 97,80         | | R-138 est – Pont Honoré-Mercier, Montréal | Terminus est du multiplex avec la R-138 |
| Roussillon                                                      | Sainte-Catherine                    | 104,20        | | A-730 sud vers A-30 – Vaudreuil-Dorion, Sorel-Tracy | Terminus nord de l'A-730 |
| Roussillon                                                      | Sainte-Catherine                    | 110,60        | | R-209 sud – Saint-Constant, Saint-Rémi | |
| Roussillon                                                      | Candiac                             | 114,00        | 42 | A-930 est vers A-30 est – Sorel-Tracy, Québec | Terminus ouest du multiplex avec l'A-15; sortie 42 de l'A-15; les numéros de sortie sont ceux de l'A-15 |
| Roussillon                                                      | Candiac                             | 114,00        | 42 | A-15 sud vers A-30 ouest / I-87 sud – New York | Terminus ouest du multiplex avec l'A-15; sortie 42 de l'A-15; les numéros de sortie sont ceux de l'A-15 |
| Roussillon                                                      | Candiac                             | 115,90        | 44 | Boulevard Montcalm – Candiac | |
| Roussillon                                                      | Candiac                             | 116,60        | 45r | R-134 (Boulevard Taschereau) – La Prairie | Sortie direction est, entrée direction ouest; terminus sud de la R-134 |
| Roussillon                                                      | La Prairie                          | 116,80–118,40 | 46 | Boulevard Salaberry – La Prairie | |
| Roussillon                                                      | La Prairie                          | 119,10        | 47 | Rue Saint-Henri – La Prairie | Sortie et entrée direction est seulement |
| Roussillon                                                      | La Prairie                          | 119,50        | 49 | Rue du Quai | Sortie et entrée direction ouest seulement |
| Longueuil                                                       | Brossard                            | 120,90–122,30 | 50 | Boulevard Matte / Boulevard Rivard | Boulevard Rivard indiqué en direction ouest seulement |
| Longueuil                                                       | Brossard                            | 121,78        | 51 | Boulevard Rivard / Rue Riviera | Boulevard Rivard indiqué en direction est, rue Riviera indiqué en direction ouest |
| Longueuil                                                       | Brossard                            | 122,78        | 52 | Boulevard de Rome | Pas de sortie en direction ouest |
| Longueuil                                                       | Brossard                            | 123,70        | 53 75 | A-10 / A-15 nord vers A-20 ouest – Pont Champlain, Montréal, Sherbrooke, Québec                                                                                      | Terminus est du multiplex avec l'A-15; terminus ouest du multiplex avec l'A-20; indiqué sortie 53 en direction est et sortie 75 en direction ouest; sortie 6 de l'A-10; les numéros de sortie sont ceux de l'A-20 |
| Longueuil                                                       | Saint-Lambert                       | 123,90        | 76 | Boulevard Simard | |
| Longueuil                                                       | Saint-Lambert                       | 125,00        | 78 | R-112 (Boulevard Laurier) – Pont Victoria, Montréal | Indiqué sortie 78-O (ouest) et 78-E (est) en direction est; accès à R-112 ouest via sortie 79; Pont Victoria / Montréal indiqués en direction est seulement                                                       |
| Longueuil                                                       | Saint-Lambert                       | 127,30        | 79 | Avenue Notre-Dame / Pont Victoria | Pont Victoria indiqué en direction est seulement |
| Longueuil                                                       | Longueuil                           | 128,90        | 81 | Boulevard Lafayette | Direction est seulement |
| Longueuil                                                       | Longueuil                           | 129,60        | 82 | R-134 (Boulevard Taschereau) – Pont Jacques-Cartier, Montréal | |
| Longueuil                                                       | Longueuil                           | 132,90        | 85 | Boulevard Roland-Therrien | |
| Longueuil                                                       | Longueuil                           | 136,40–137,40 | 89 | A-25 nord vers A-40 / A-20 est vers A-30 / Boulevard Marie-Victorin – Tunnel Louis-H.-Lafontaine, Montréal, Québec, Sorel-Tracy                                      | Terminus est du multiplex avec l'A-20; indiqué sortie 89-E (est) et 89-N (nord); Sorel-Tracy et Boulevard Marie-Victorin indiqués en direction est seulement; sortie 90 de l'A-20 ouest                           |
| Longueuil                                                       | Boucherville                        | 138,70        | 17 | Boulevard Marie-Victorin | |
| Longueuil                                                       | Boucherville                        | 139,90        | 18 | Boulevard de Montarville | |
| Longueuil                                                       | Boucherville                        | 140,10        | 19 | Rue Samuel-De Champlain | Sortie direction est seulement |
| Marguerite-d'Youville                                           | Varennes                            | 146,60        | | R-229 sud – Sainte-Julie | |
| Marguerite-d'Youville                                           | Contrecœur                          | 183,40        | | Montée Saint-Roch vers A-30 – Saint-Roch-de-Richelieu | Sortie 126 de l'A-30 |
| Pierre-De Saurel                                                | Sorel-Tracy                         | 199,60        | | R-223 sud (Rue Saint-Joseph / Chemin Saint-Roch) | |
| Pierre-De Saurel                                                | Sorel-Tracy                         | 200,80        | | R-133 sud (Rue Elizabeth) | |
| Pierre-De Saurel                                                | Sorel-Tracy                         | 202,90        | | A-30 ouest – Montréal | Terminus est de l'A-30 (segment principal) |
| Pierre-De Saurel                                                | Yamaska                             | 219,00        | | R-235 sud – Massueville | |
| Pierre-De Saurel                                                | Limite Yamaska–Saint-Gérard-Majella | 222,50        | | R-122 est – Drummondville | |
| Nicolet-Yamaska                                                 | Saint-François-du-Lac               | 230,20        | | R-143 sud – Drummondville | |
| Nicolet-Yamaska                                                 | Pierreville                         | 231,10        | | R-226 est – Saint-Elphège | |
| Nicolet-Yamaska                                                 | Baie-du-Febvre                      | 243,10        | | R-255 sud – Saint-Zéphirin-de-Courval | |
| Nicolet-Yamaska                                                 | Nicolet                             | 257,40        | | R-259 sud – Sainte-Monique | |
| Bécancour                                                       | Bécancour                           | 270,40–270,90 | | A-30 est vers A-55 – Bécancour, Trois-Rivières | Terminus ouest de l'A-30 (segment Bécancour) |
| Bécancour                                                       | Bécancour                           | 271,80–273,30 | | A-55 – Victoriaville, Trois-Rivières | Sortie 176 de l'A-55 |
| Bécancour                                                       | Bécancour                           | 285,90        | | A-30 ouest – Trois-Rivières, Drummondville | Terminus ouest du multiplex avec l'A-30; intersection à niveau |
| Bécancour                                                       | Bécancour                           | 289,50        | | R-261 sud – Sainte-Gertrude | |
| Bécancour                                                       | Bécancour                           | 291,80        | | Boulevard Alphonse-Deshaies | Terminus est du multiplex avec l'A-30; terminus est de l'A-30 (segment Bécancour) |
| Bécancour                                                       | Bécancour                           | 299,70        | | R-263 sud – Sainte-Marie-de-Blandford | |
| Bécancour                                                       | Saint-Pierre-les-Becquets           | 312,50        | | R-218 est – Sainte-Cécile-de-Lévrard, Sainte-Sophie-de-Lévrard | |
| Bécancour                                                       | Deschaillons-sur-Saint-Laurent      | 322,80        | | R-265 sud – Parisville | |
| Lotbinière                                                      | Sainte-Croix                        | 360,50        | | R-271 sud – Laurier-Station, Notre-Dame-du-Sacré-Cœur-d'Issoudun, Saint-Édouard-de-Lotbinière                                                                        | Notre-Dame-du-Sacré-Cœur-d'Issoudun indiqué en direction est, Saint-Édouard-de-Lotbinière indiqué en direction ouest                                                                                              |
| Lotbinière                                                      | Saint-Antoine-de-Tilly              | 374,30        | | R-273 sud – Saint-Appolinaire, Notre-Dame-du-Sacré-Cœur-d'Issoudun                                                                                                   | Notre-Dame-du-Sacré-Cœur-d'Issoudun indiqué en direction ouest seulement |
| Lévis                                                           | Lévis                               | 390,00        | | R-171 sud vers A-20 – Saint-Étienne-de-Lauzon | |
| Lévis                                                           | Lévis                               | 398,00        | | R-116 ouest vers A-20 – Saint-Étienne-de-Lauzon | Saint-Étienne-de-Lauzon indiqué en direction ouest seulement; terminus est de la R-116 |
| Lévis                                                           | Lévis                               | 398,80        | | R-175 nord – Pont de Québec, Québec | Terminus ouest du multiplex avec la R-175 |
| Lévis                                                           | Lévis                               | 400,60        | | R-175 sud vers A-20 / A-73 – Rivière-du-Loup, Montréal, Pont Pierre-Laporte                                                                                          | Terminus est du multiplex avec la R-175; Pont Pierre-Laporte indiqué en direction ouest seulement |
| Lévis                                                           | Lévis                               | 404,00        | | R-275 sud (Avenue Taniata) vers A-20 | |
| Lévis                                                           | Lévis                               | 411,20        | | R-173 sud (Route du Président-Kennedy) vers A-20 | |
| Bellechasse                                                     | Beaumont                            | 423,80        | | R-279 sud vers A-20 – Saint-Charles-de-Bellechasse | |
| Bellechasse                                                     | Saint-Michel-de-Bellechasse         | 434,60        | | R-281 sud vers A-20 – Saint-Raphaël, La Durantaye | |
| Montmagny                                                       | Montmagny                           | 464,90        | | R-228 ouest (Chemin des Poirier) vers A-20 | |
| Montmagny                                                       | Montmagny                           | 465,90        | | R-283 sud – Saint-Fabien-de-Panet | |
| L'Islet                                                         | L'Islet                             | 487,70        | | R-285 sud vers A-20 – L'Islet | |
| L'Islet                                                         | Saint-Jean-Port-Joli                | 501,40        | | R-204 ouest vers A-20 – Saint-Aubert | |
| L'Islet                                                         | Saint-Roch-des-Aulnaies             | 518,60        | | A-20 – Québec, Rivière-du-Loup | Sortie 430 de l'A-20 |
| Kamouraska                                                      | Sainte-Anne-de-la-Pocatière         | 524,50        | | A-20 – Québec, Rivière-du-Loup | Sortie 436 de l'A-20 |
| Kamouraska                                                      | La Pocatière                        | 525,30        | | R-230 est – La Pocatière | |
| Kamouraska                                                      | Limite La Pocatière–Rivière-Ouelle  | 538,60        | | A-20 – Québec, Rivière-du-Loup | Sortie 444 de l'A-20 |
| Kamouraska                                                      | Saint-Denis-De La Bouteillerie      | 545,90        | | R-287 sud vers A-20 – Saint-Philippe-de-Néri | |
| Kamouraska                                                      | Saint-André-de-Kamouraska           | 578,20        | | R-289 sud vers A-20 – Saint-Alexandre-de-Kamouraska | |
| Rivière-du-Loup                                                 | Rivière-du-Loup                     | 592,80        | | A-20 – Québec, Rimouski | Sortie 503 de l'A-20 |
| Rivière-du-Loup                                                 | Rivière-du-Loup                     | 593,50        | | Vers A-85 sud | |
| Rivière-du-Loup                                                 | Rivière-du-Loup                     | 597,90        | | A-20 – Québec, Rimouski | Sortie 507 de l'A-20 |
| Rivière-du-Loup                                                 | Cacouna                             | 606,20        | | Route de l'Église vers A-20 | Vers R-191 sud |
| Rivière-du-Loup                                                 | Cacouna                             | 612,90        | | Route Moreault vers A-20 | Sortie 521 de l'A-20 |
| Rivière-du-Loup                                                 | L'Isle-Verte                        | 619,90        | | Montée des Coteaux vers A-20 | Sortie 527 de l'A-20 |
| Les Basques                                                     | Notre-Dame-des-Neiges               | 634,90        | | A-20 ouest – Rivière-du-Loup, Québec | Terminus est de l'A-20 (segment principal); sortie 542 de l'A-20 |
| Les Basques                                                     | Trois-Pistoles                      | 644,30        | | R-293 sud – Saint-Jean-de-Dieu, Saint-Cyprien | |
| Rimouski-Neigette                                               | Rimouski                            | 691,20        | | A-20 est – Rimouski, Mont-Joli | Terminus ouest de l'A-20 (segment Rimouski) |
| Rimouski-Neigette                                               | Rimouski                            | 705,00        | | R-232 ouest – Sainte-Blandine | |
| La Mitis                                                        | Sainte-Luce                         | 723,00        | | R-298 est vers A-20 – Luceville | |
| La Mitis                                                        | Sainte-Flavie                       | 736,10        | | R-132 est vers A-20 ouest – Mont-Joli, Amqui, Nouveau-Brunswick, Percé                                                                                               | Début de la route autour de la Péninsule de Gaspésie |
| La Mitis                                                        | Grand-Métis                         | 745,60        | | R-234 ouest – Price, Saint-Octave-de-Métis | |
| La Matanie                                                      | Baie-des-Sables                     | 769,30        | | R-297 sud – Saint-Damase, Saint-Noël | |
| La Matanie                                                      | Matane                              | 795,90        | | R-195 sud – Amqui | |
| La Haute-Gaspésie                                               | Sainte-Anne-des-Monts               | 885,10        | | R-299 sud – New Richmond | |
| La Haute-Gaspésie                                               | Saint-Maxime-du-Mont-Louis          | 952,60        | | R-198 est – Murdochville | |
| La Côte-de-Gaspé                                                | Rivière-au-Renard                   | 1 045,40      | | R-197 sud – Gaspé (Centre-ville) | |
| La Côte-de-Gaspé                                                | Gaspé                               | 1 068,20      | Entrée dans le Parc national de Forrillon (secteur nord) | Entrée dans le Parc national de Forrillon (secteur nord) | Entrée dans le Parc national de Forrillon (secteur nord) |
| La Côte-de-Gaspé                                                | Gaspé                               | 1 077,50      | Entrée dans le Parc national de Forrillon (secteur sud) | Entrée dans le Parc national de Forrillon (secteur sud) | Entrée dans le Parc national de Forrillon (secteur sud) |
| La Côte-de-Gaspé                                                | Gaspé                               | 1 097,70      | | R-197 nord – Sainte-Anne-des-Monts | |
| La Côte-de-Gaspé                                                | Gaspé                               | 1 108,50      | | R-198 ouest – Murdochville | Terminus ouest du multiplex avec la R-198 |
| La Côte-de-Gaspé                                                | Gaspé                               | 1 109,00      | | R-198 est – Percé, Chandler | Terminus est du multiplex avec la R-198 |
| La Côte-de-Gaspé                                                | Gaspé                               | 1 123,10      | | R-198 ouest – Gaspé (Centre-ville) | |
| Le Rocher-Percé                                                 | Percé                               | 1 184,00      | Extrémité est de la route circulaire autour de la Péninsule de Gaspésie; changement directionnel dans les indications: la R-132 devient la R-132 ouest et vice-versa | Extrémité est de la route circulaire autour de la Péninsule de Gaspésie; changement directionnel dans les indications: la R-132 devient la R-132 ouest et vice-versa | Extrémité est de la route circulaire autour de la Péninsule de Gaspésie; changement directionnel dans les indications: la R-132 devient la R-132 ouest et vice-versa                                              |
| Bonaventure                                                     | New Richmond                        | 1 351,10      | | R-299 nord – Cascapédia–Saint-Jules, Sainte-Anne-des-Monts | |
| Avignon                                                         | Pointe-à-la-Croix                   | 1 426,50      | | Boulevard Interprovincial – Pointe-à-la-Croix, Nouveau-Brunswick | Vers le Pont J.C. Van Horne et Campbellton |
| Avignon                                                         | Matapédia                           | 1 445,10      | | NB 11 sud – Nouveau-Brunswick | Vers le Pont Matapédia et Campbellton |
| La Matapédia                                                    | Amqui                               | 1 522,40      | | R-195 nord – Matane | Terminus est du multiplex avec la R-195 |
| La Matapédia                                                    | Amqui                               | 1 522,90      | | R-195 sud – Saint-Léon-le-Grand, Saint-Zénon-du-Lac-Humqui | Terminus ouest du multiplex avec la R-195 |
| La Matapédia                                                    | Saint-Moïse                         | 1 561,20      | | R-297 nord – Saint-Noël, Padoue, Saint-Moïse | Saint-Noël et Padoue indiqués en direction ouest, Saint-Moïse indiqué en direction est |
| La Mitis                                                        | Sainte-Angèle-de-Mérici             | 1 580,40      | | R-234 ouest – Saint-Gabriel-de-Rimouski | Terminus est du multiplex avec la R-234 |
| La Mitis                                                        | Sainte-Angèle-de-Mérici             | 1 584,50      | | R-234 est – Price, Saint-Octave-de-Métis | Terminus ouest du multiplex avec la R-234 |
| La Mitis                                                        | Mont-Joli                           | 1 592,70      | | A-20 ouest – Rimouski | Terminus est de l'A-20 (segment Rimouski); sortie 641 de l'A-20; carrefour giratoire |
| La Mitis                                                        | Sainte-Flavie                       | 1 595,30      | | R-132 – Rimouski, Matane | Fin de la route autour de la Péninsule de Gaspésie |
| - Terminus de multiplex - Accès incomplet - Transition de route |                                     |               | | | |